# Luhačovice
Luhačovice (niem. Luhatschowitz) – miasto uzdrowiskowe w Czechach, na Morawach, w kraju zlińskim, w powiecie Zlín. Według danych z 31 grudnia 2003 powierzchnia miasta wynosiła 3 299 ha, a liczba jego mieszkańców 5 093 osób (2016)
. W mieście rozwinął się przemysł drzewny.
Luhačovice są największym uzdrowiskiem na Morawach. Pierwsze źródła lecznicze odkryto w już w XII wieku, a w XVII zbadano i opisano ich właściwości zdrowotne. Domy sanatoryjne zaczęły powstawać w drugiej połowie 19. stulecia, wiele z nich w stylu secesyjnym. Jednym z architektów odpowiedzialnych za budowę tych obiektów był Dušan Jurkovič.

## Demografia
| Rok             | 1970  | 1980  | 1991  | 2001  | 2003  |
| --------------- | ----- | ----- | ----- | ----- | ----- |
| Liczba ludności | 5 062 | 5 378 | 5 828 | 5 621 | 5 554 |

Źródło: Czeski Urząd Statystyczny

## Miasta partnerskie
- Pieszczany, Słowacja
- Ustroń, Polska